# Timorese python
De Timorese python (Malayopython timoriensis) is een soort python uit Zuidoost-Azië.

## Naam en indeling
De wetenschappelijke naam van de soort werd voor het eerst voorgesteld door Wilhelm Peters in 1876. Oorspronkelijk werd de wetenschappelijke naam Liasis amethystinus var. timoriensis gebruikt. Later werd de soort tot de geslachten Python, Morelia, Australiasis en Broghammerus gerekend.
Pas in 2014 werd de slang door R. Graham Reynolds, Matthew L. Niemiller & Liam J. Revell aan het geslacht Malayopython toegekend, waardoor de soort in de literatuur onder verschillende wetenschappelijke namen bekend is. Er worden geen ondersoorten erkend.

## Uiterlijke kenmerken
De Timorese python is een vrij lange maar verhoudingsgewijs dunne pythonsoort die een lichaamslengte van ongeveer 2,1 meter kan bereiken. Toch wordt de soort beschouwd als een dwergvorm omdat andere pythons nog veel langer worden.

## Levenswijze
Het is een snel bewegende slang, die veel van zijn tijd in bomen doorbrengt op jacht naar prooi. Het is een niet-giftige wurgslang, die anders dan de verwante netpython niet gevaarlijk is voor mensen. Voortplanting gaat door eieren, die door de slang beschermd worden door zich om het legsel te winden. Door te trillen met de lichaamsspieren kan deze slang haar lichaamstemperatuur verhogen en zo de temperatuur van het broedsel regelen.

## Verspreiding en habitat
De Timorese python komt endemisch voor in Indonesië en is aangetroffen op de Kleine Soenda-eilanden Flores en Lomblen. Ondanks de soortaanduiding timorensis, die 'levend op Timor' betekent, komt de soort waarschijnlijk niet voor op Timor.